# Jon Dahl Tomasson
Jon Dahl Tomasson (født 29. august 1976 i Solrød) er en dansk fodboldtræner og tidligere fodboldspiller. Han er fra 1. marts 2024 cheftræner for Sveriges A-landshold for herrer.
Som spiller er Tomasson den, der har opnået femteflest kampe på Danmarks fodboldlandshold og – sammen med Poul "Tist" Nielsen – den mest scorende landsholdsspiller. Han trak sig tilbage fra landsholdet i august 2010, og i juni 2011 meddelte han at hans aktive karriere som fodboldspiller var forbi.
Hans klubkarriere som aktiv spiller bragte ham efter indledningen hos Køge rundt til mange klubber i Europa, specielt Holland, hvor han spillede i SC Heerenveen og Feyenoord, men han spillede også for blandt andet AC Milan og VfB Stuttgart.
Efter afslutningen af den aktive karriere har Tomasson været træner i forskellige klubber samt en periode været assistent for Åge Hareide på det danske landshold, inden han blev svensk landstræner.

## Klubkarriere
Jon Dahl Tomasson skiftede allerede som 18-årig til den hollandske klub SC Heerenveen. Efter en årrække skiftede han til Newcastle United, men opnåede ikke nogen større succes.
Herefter skiftede Jon Dahl Tomasson tilbage til Holland og Feyenoord, hvor højdepunktet blev mesterskab og sejr i UEFA Cuppens finale. Jon Dahl scorede i finalen og blev kåret som finalens bedste spiller.
I 2002 skiftede Jon Dahl Tomasson på en fri transfer til storklubben AC Milan i Italien. Her havde han i sin første sæson problemer med at spille sig på holdet på grund af de mange gode offensive konkurrenter i klubben. I sin anden sæson fik han dog flere chancer, efter at Filippo Inzaghi blev skadet. De italienske aviser gav ham tilnavnet 'Den hvide skorpion'.[kilde mangler]
I sommeren 2005 hentede Giovanni Trapattoni Jon Dahl Tomasson til VfB Stuttgart på en fireårig kontrakt. Her var Jon Dahl Tomassson fast mand i angrebet, men efter at Trapattoni forlod klubben ville danskeren også væk og valgte i januar 2007 at blive udlejet til den spanske klub Villarreal C.F. Efter stor succes med en andenplads i ligaen og succes i Europa vekslede Tomasson lejemålet med en kontrakt i Villarreal. I sommeren 2008 valgte Tomasson at tage tilbage hvor det hele startede i Feyenoord, selvom han havde to år tilbage af sin kontrakt.

## Landsholdskarriere
Jon Dahl Tomasson debuterede på det danske landshold i 1997 mod Kroatien. Han har pr. 24. juni 2010 spillet 112 landskampe. Med sine 51 landskampsmål tangerer han Poul "Tist" Nielsen rekord fra 1925 som den mest scorende danske landsholdspiller. Han har deltaget ved EM 2000, ved VM 2002, hvor han scorede fire mål, ved EM 2004, hvor han scorede tre mål og ved VM 2010, hvor han scorede et mål. Som sådan er han Danmarks mest scorende slutrundespiller gennem tiderne.
Jon Dahl var indtil sit landsholdsstop anfører for holdet – et hverv som han overtog efter Thomas Helveg og også havde haft i adskillige tidligere kampe i Helvegs fravær.
Jon Dahl meddelte 8. august 2010, at han indstillede sin landsholdkarriere på grund af vedvarende skader i baglåret.

### Mål
| #  | Dato       | Sted                  | Modstander    | Mål | Resultat | Turnering                 |
| -- | ---------- | --------------------- | ------------- | --- | -------- | ------------------------- |
| 1  | 1999-06-09 | Liverpool, England    | Wales         | 1–0 | 2–0      | UEFA Euro 2000 Qual.      |
| 2  | 1999-09-04 | København, Danmark    | Schweiz       | 2–1 | 2–1      | UEFA Euro 2000 Qual.      |
| 3  | 1999-09-08 | Napoli, Italien       | Italien       | 3–2 | 3–2      | UEFA Euro 2000 Qual.      |
| 4  | 1999-11-13 | Tel Aviv, Israel      | Israel        | 1–0 | 5–0      | UEFA Euro 2000 Qual.      |
| 5  | 1999-11-13 | Tel Aviv, Israel      | Israel        | 2–0 | 5–0      | UEFA Euro 2000 Qual.      |
| 6  | 1999-11-17 | København, Danmark    | Israel        | 3–0 | 3–0      | UEFA Euro 2000 Qual.      |
| 7  | 2000-03-29 | Leiria, Portugal      | Portugal      | 1–0 | 1–2      | Venskabskamp              |
| 8  | 2000-06-03 | København, Danmark    | Belgien       | 1–0 | 2–2      | Venskabskamp              |
| 9  | 2000-09-02 | Reykjavík, Island     | Island        | 1–1 | 2–1      | 2002 FIFA World Cup Qual. |
| 10 | 2001-05-25 | København, Danmark    | Slovenien     | 2–0 | 3–0      | Venskabskamp              |
| 11 | 2001-06-02 | København, Danmark    | Tjekkiet      | 2–1 | 2–1      | 2002 FIFA World Cup Qual. |
| 12 | 2001-09-05 | Sofia, Bulgarien      | Bulgarien     | 1–0 | 2–0      | 2002 FIFA World Cup Qual. |
| 13 | 2001-09-05 | Sofia, Bulgarien      | Bulgarien     | 2–0 | 2–0      | 2002 FIFA World Cup Qual. |
| 14 | 2002-04-17 | København, Danmark    | Israel        | 2–0 | 3–1      | Venskabskamp              |
| 15 | 2002-05-17 | København, Danmark    | Cameroun      | 2–0 | 2–1      | Venskabskamp              |
| 16 | 2002-06-01 | Ulsan, Sydkorea       | Uruguay       | 1–0 | 2–1      | VM i fodbold 2002         |
| 17 | 2002-06-01 | Ulsan, Sydkorea       | Uruguay       | 2–1 | 2–1      | VM i fodbold 2002         |
| 18 | 2002-06-06 | Daegu, Sydkorea       | Senegal       | 1–0 | 1–1      | VM i fodbold 2002         |
| 19 | 2002-06-11 | Incheon, Sydkorea     | Frankrig      | 2–0 | 2–0      | VM i fodbold 2002         |
| 20 | 2002-09-07 | Oslo, Norge           | Norge         | 1–0 | 2–2      | EM Kval. 2004             |
| 21 | 2002-09-07 | Oslo, Norge           | Norge         | 2–1 | 2–2      | EM Kval. 2004             |
| 22 | 2002-10-12 | København, Danmark    | Luxembourg    | 1–0 | 2–0      | EM Kval. 2004             |
| 23 | 2002-11-20 | København, Danmark    | Polen         | 1–0 | 2–0      | Venskabskamp              |
| 24 | 2003-02-12 | Cairo, Egypten        | Egypten       | 2–1 | 4–1      | Venskabskamp              |
| 25 | 2003-03-29 | Bucharest, Rumænien   | Rumænien      | 3–2 | 5–2      | EM Kval. 2004             |
| 26 | 2003-09-10 | København, Danmark    | Rumænien      | 1–0 | 2–2      | EM Kval. 2004             |
| 27 | 2003-11-16 | Manchester, England   | England       | 3–2 | 3–2      | Venskabskamp              |
| 28 | 2004-05-30 | Tallinn, Estland      | Estland       | 1–0 | 2–2      | Venskabskamp              |
| 29 | 2004-06-18 | Braga, Portugal       | Bulgarien     | 1–0 | 2–0      | EM 2004                   |
| 30 | 2004-06-22 | Porto, Portugal       | Sverige       | 1–0 | 2–2      | EM 2004                   |
| 31 | 2004-06-22 | Porto, Portugal       | Sverige       | 2–1 | 2–2      | EM 2004                   |
| 32 | 2004-10-09 | Tirana, Albanien      | Albanien      | 2–0 | 2–0      | 2006 FIFA World Cup Qual. |
| 33 | 2004-10-13 | København, Danmark    | Tyrkiet       | 1–0 | 1–1      | 2006 FIFA World Cup Qual. |
| 34 | 2004-11-17 | Tbilisi, Georgia      | Georgien      | 1–0 | 2–2      | 2006 FIFA World Cup Qual. |
| 35 | 2004-11-17 | Tbilisi, Georgia      | Georgien      | 2–1 | 2–2      | 2006 FIFA World Cup Qual. |
| 36 | 2005-08-17 | København, Danmark    | England       | 2–0 | 4–1      | Venskabskamp              |
| 37 | 2005-09-07 | København, Danmark    | Georgien      | 4–1 | 6–1      | 2006 FIFA World Cup Qual. |
| 38 | 2005-10-12 | Almaty, Kazakhstan    | Kasakhstan    | 2–0 | 2–1      | 2006 FIFA World Cup Qual. |
| 39 | 2006-05-27 | Aarhus, Danmark       | Paraguay      | 1–1 | 1–1      | Venskabskamp              |
| 40 | 2006-09-01 | Brøndby, Danmark      | Portugal      | 1–0 | 4–2      | Venskabskamp              |
| 41 | 2006-09-06 | Reykjavík, Island     | Island        | 2–0 | 2–0      | UEFA Euro 2008 Qual.      |
| 42 | 2006-10-11 | Vaduz, Liechtenstein  | Liechtenstein | 3–0 | 4–0      | UEFA Euro 2008 Qual.      |
| 43 | 2006-10-11 | Vaduz, Liechtenstein  | Liechtenstein | 4–0 | 4–0      | UEFA Euro 2008 Qual.      |
| 44 | 2007-02-06 | London, England       | Australien    | 1–0 | 3–1      | Venskabskamp              |
| 45 | 2007-02-06 | London, England       | Australien    | 3–0 | 3–1      | Venskabskamp              |
| 46 | 2007-06-02 | København, Danmark    | Sverige       | 2–3 | (a)      | UEFA Euro 2008 Qual.      |
| 47 | 2007-09-12 | Aarhus, Danmark       | Liechtenstein | 3–0 | 4–0      | UEFA Euro 2008 Qual.      |
| 48 | 2007-10-13 | Aarhus, Danmark       | Spanien       | 1–2 | 1–3      | UEFA Euro 2008 Qual.      |
| 49 | 2007-10-17 | København, Danmark    | Letland       | 1–0 | 3–1      | UEFA Euro 2008 Qual.      |
| 50 | 2007-11-21 | København, Danmark    | Island        | 2–0 | 3–0      | UEFA Euro 2008 Qual.      |
| 51 | 2008-02-06 | Celje, Slovenien      | Slovenien     | 1–0 | 2–1      | Venskabskamp              |
| 52 | 2010-06-24 | Rustenburg, Sydafrika | Japan         | 1–2 | 1–3      | VM i fodbold 2010         |

- (a): Match abandoned

## Trænerkarriere
Efter sin aktive karriere var Tomasson træner i Holland for Excelsior fra 2013 til 2014 og derefter Roda JC i 2014. Han var fra 1. juni 2016 til 5. januar 2020 assistent hos cheftræner Åge Hareide for det danske A-landshold for herrer.
I januar 2020 blev han ny træner for den svenske storklub Malmö FF. Efter at have vundet to mesterskaber med Malmö FF forlod Tomasson klubben ved udgangen af 2021.
I sommeren 2022 blev han cheftræner i Blackburn Rovers F.C. i engelske The Championship. Han fik halvandet år i klubben, inden han i februar 2024 fik ophævet sin kontrakt efter en periode, hvor holdet var uden sejr i otte kampe og lå på 18. pladsen i Championship.
Mindre end en måned efter stoppet i Blackburn blev han præsenteret som ny træner for det svenske landshold for herrer, som den første ikke-svensker nogensinde.

## Hæder
Tomasson har to gange vundet prisen som Årets Fodboldspiller i Danmark – i 2002 og 2004, og i 1994 blev han kåret som bedste danske spiller under 19 år.
Han har været udtaget til Årets hold 2000, 2001, 2002, 2004 og 2005.
2006 scorede han Årets Mål kåret af TV 2 og DBU. Målet blev scoret for landsholdet i kampen mod Liechtenstein den 11. oktober.
Jon Dahl Tomasson var i 2006 blandt de 8 nominerede, da DBU kårede Danmarks bedste spiller gennem tiderne. De øvrige nominerede var Preben Elkjær, Brian Laudrup, Michael Laudrup (som vandt), Morten Olsen, Peter Schmeichel, Allan Simonsen og Henning Jensen.

### Titler
- 1998-99 Eredivisie (hollandske liga), med Feyenoord Rotterdam.
- 1998-99 Johan Cruijff Shield (hollandske cup), med Feyenoord Rotterdam.
- 2001-02 UEFA Cup med Feyenoord Rotterdam.
- 2002-03 Coppa Italia (italienske cup), med AC Milan.
- 2003-04 Serie A (italienske liga), med AC Milan.
- 2003-04 Italian Super Cup, med AC Milan.
- 2006-07 Bundesligaen (tyske liga), med VfB Stuttgart.
- 2002-03 Champions League, med AC Milan.

## Karriereforløb
- Begyndte som 6-årig i Solrød Fodbold Club
- 1988 – 1994 : Køge Boldklub
- 1994 – 1997 : SC Heerenveen (78 kampe, 37 mål)
- 1997 – 1998 : Newcastle United (23 kampe, 3 mål)
- 1998 – 2002 : Feyenoord (122 kampe, 55 mål)
- 2002 – 2005 : AC Milan (75 kampe, 22 mål)
- 2005 – 2007 : VfB Stuttgart (30 kampe, 8 mål)
- 2007 – 2008 : Villarreal C.F. (8 kampe, 3 mål)
- 2008 – 2011 : Feyenoord (8 kampe, 5 mål)
- 2011 stoppet karrieren

- I karrieren : 344 kampe, 133 mål (ekskl. statistik fra Køge Boldklub)